# حیش
حیش (به عربی: حیش) یک روستا در سوریه است که در ناحیه حیش واقع شده‌است. حیش ۸٬۸۱۷ نفر جمعیت دارد.